# Liste der Baudenkmäler im Bonner Ortsteil Beuel-Ost
Die folgende Liste enthält in der Denkmalliste ausgewiesene Baudenkmäler auf dem Gebiet des Bonner Ortsteils Beuel-Ost im Stadtbezirk Beuel.
Hinweis: Die Reihenfolge der Denkmäler in dieser Liste orientiert sich an den Straßennamen und ist alternativ nach Hausnummern, Denkmallistennummer oder Bezeichnung sortierbar.
Basis ist die offizielle Denkmalliste der Stadt Bonn (Stand: 15. Januar 2021), die von der Unteren Denkmalbehörde geführt wird. Grundlage für die Aufnahme in die Denkmalliste ist das Denkmalschutzgesetz Nordrhein-Westfalens.
| Bild           | Bezeichnung                                                                                   | Lage                                                | Beschreibung | Bauzeit   | Eingetragen seit | Denkmal- nummer |
| -------------- | --------------------------------------------------------------------------------------------- | --------------------------------------------------- | --- | --------- | ---------------- | --------------- |
| weitere Bilder | Ehemalige Rheinische Tapetenfabrik                                                            | Auguststraße 2–38 Karte                             | |           |                  | A 3717          |
| weitere Bilder |                                                                                               | Auguststraße 9 Karte                                | Denkmalgeschützt: äußerer Baukörper |           |                  | A 3790          |
| weitere Bilder |                                                                                               | Auguststraße 11 Karte                               | Denkmalgeschützt: äußerer Baukörper |           |                  | A 3700          |
| weitere Bilder |                                                                                               | Auguststraße 17 Karte                               | Denkmalgeschützt: äußerer Baukörper |           |                  | A 3699          |
| weitere Bilder |                                                                                               | Auguststraße 19                                     | Denkmalgeschützt: äußerer Baukörper | 1907      |                  | A 3684          |
| weitere Bilder | Steinwegekreuz Beuel, „Combahn“ 1845                                                          | Marquartstraße Karte                                | | 1845      |                  | A 3096          |
| weitere Bilder |                                                                                               | Marquartstraße 6 Karte                              | Denkmalgeschützt: äußerer Baukörper inklusive Grundstruktur                                                                                   |           |                  | A 3728          |
| weitere Bilder | Teile der Arbeitersiedlung/Jutespinnerei                                                      | Siegburger Straße 40+40a Karte                      | | 1898–1900 |                  | A 280           |
| weitere Bilder | Teile der Arbeitersiedlung                                                                    | Josef-Thiebes-Straße 5, 7, 11, 13, 15, 17, 19 Karte | | 1898–1899 |                  | A 280           |
| weitere Bilder | Fassaden der ehemaligen Jutespinnerei und -weberei                                            | Siegburger Straße 42 Karte                          | | 1898–1900 |                  | A 3456          |
| weitere Bilder | Katholische Pfarrkirche „St. Paulus“ und Wegekreuz 1677: Katholische Pfarrkirche „St. Paulus“ | Siegburger Straße 75 Karte                          | | 1956–1958 |                  | A 3939          |
| weitere Bilder | Katholische Pfarrkirche „St. Paulus“ und Wegekreuz 1677: Wegekreuz 1677                       | Siegburger Straße 75 Karte                          | ursprünglich 1677 errichtet und 1968 nach Renovierung an der Pauluskirche aufgestellt; Einzelteile 1967 etwa 400 Meter östlich wiederentdeckt | 1677/1968 |                  | A 3939          |